# 宇舶表
宇舶表（法语发音：[yblo]）是一家瑞士豪华钟表制造商，由意大利人卡洛·克罗科于1980年创立。该公司作为法国LVMH集团的全资子公司运营。
卡洛·克罗科是意大利宾达集团王朝的后裔，以制造Breil手表而闻名，他于1976年离开该公司，独立创业，创建了一家新的手表公司。他搬到瑞士，成立MDM Geneve，并着手设计一款手表，他以法语中的 "舷窗 "一词命名为Hublot。他设计的手表采用了制表史上第一条天然橡胶表带。他花了三年时间研究创造了这种表带。尽管在1980年的巴塞尔钟表展上首次亮相的第一天就没有吸引到一个潜在客户，但该表很快就被证明是一个商业成功，第一年的销售额就超过了200万美元。

## 出典
1. 1 2  Weinstein, Bob. . Entrepreneur. July 1996.